# Анфимиха
Анфимиха — деревня в Собинском районе Владимирской области России, входит в состав Березниковского сельского поселения.

## География
Деревня расположена в 8 км на юго-восток от центра поселения села Березники и в 27 км на юго-восток от райцентра Собинки.

## История
В конце XIX — начале XX века деревня входила в состав Березниковской волости Судогодского уезда, с 1926 года — в составе Собинской волости Владимирского уезда. В 1859 году в деревне числилось 9 дворов, в 1905 году — 24 дворов, в 1926 году — 24 хозяйств.
С 1929 года деревня входила в состав Косьминского сельсовета Собинского района, с 1965 года — в составе Березниковского сельсовета, с 2005 года входит в состав Березниковского сельского поселения.

## Население
| 1859 | 1905 | 1926 |
| ---- | ---- | ---- |
| 126  | 99   | 117  |

| 1859 | 1905 | 1926 | 2002 | 2010 | 2021 |
| ---- | ---- | ---- | ---- | ---- | ---- |
| 126  | ↘99  | ↗117 | ↘5   | ↘4   | ↘2   |